# Union Pacific No. 119
A Union Pacific Nº 119 foi uma locomotiva a vapor da classe 4-4-0 que entrou para a história como uma das duas locomotivas a participar da Cúpula de Promontory, durante a cerimônia do Golden Spike em comemoração a conclusão da Primeira Ferrovia Transcontinental. No dia 10 de maio de 1869, a Nº 119, seguindo em direção a Oeste, encontrou-se frente a frente com a outra locomotiva, conhecida como Jupiter, da Central Pacific Railroad, que ia em direção a Leste, marcando o encontro das duas frentes de construção da ferrovia que finalmente ligaria os Estados Unidos da América de costa a costa.
A Nº 119 foi construída em novembro de 1868 pela Rogers Locomotive and Machine Works, de Paterson, Nova Jérsei, como parte da série de Nº 116 a Nº120 de locomotivas encomendadas pela Union Pacific Railroad.